# 國際減災日
國際減災日，也译作国际减轻自然灾害日，1989年定于每年十月的第二個星期三。2009年，聯合國大會通過決議改為每年10月13日。

## 目的
國際減災日的目的是通過國際上協調一致的行動，減輕由地震、風災、海嘯、水災、土崩、火山爆發、森林大火、蚱蜢和蝗蟲、旱災和沙漠化以及其他自然災害所帶來的生命損失及財產破壞、以及對社會所造成的不良影響。

## 成立
國際減災日於1989年12月第44屆聯合國大會經濟及社會理事會決議成立，國際減災日的成立建基於前美國科學院院長弗蘭克·普雷斯博士所提出的國際減災十年計劃，弗蘭克·普雷斯於1984年7月在第八屆世界地震工程會議提出國際減災十年計劃，其後在1987年-89年的聯合國大會中通過有關建議並落實具體細節，同時指定每年10月的第二個星期三國際減災日"，藉以實現國際減災十年的有關活動。

## 第二個十年
第一個國際減災十年於1990年-99年開展，2000年，國際減災十年活動結束，聯合國大會於1999年11月通過決議，將國際減災十年改為開展國際減災戰略行動，將減災視為一項長期並具戰略性的行動開展，而聯合國於2002年1月21日的會議中，通過國際減災日繼續進行，用作宣傳正視自然災害的重要性。

## 主題
每年的國際減災日都會定立一個不同的主題。
| 年份   | 主題                                                                 |
| ------ | -------------------------------------------------------------------- |
| 1991年 | 減災、發展、環境--為了一個目標                                       |
| 1992年 | 減輕自然災害與持續發展                                               |
| 1993年 | 減輕自然災害的損失                                                   |
| 1994年 | 確定受災害威脅的地區和易受災害損失的地區--為了更加安全的21世紀       |
| 1995年 | 婦女和兒童--預防的關鍵                                               |
| 1996年 | 城市化與災害                                                         |
| 1997年 | 水：太多、太少--都會造成自然災害                                     |
| 1998年 | 防災與媒體                                                           |
| 1999年 | 減災的效益--科學技術在災害防禦中保護了生命和財產安全                 |
| 2000年 | 防災、教育和青年－－特別關注森林火災                                 |
| 2001年 | 抵禦災害，減輕易損性                                                 |
| 2002年 | 山區減災與可持續發展                                                 |
| 2003年 | 與災害共存--面對災害，更加關注可持續發展                             |
| 2004年 | 總結今日經驗、減輕未來災害                                           |
| 2005年 | 利用小額貸款和保險手段增強抗災能力                                   |
| 2006年 | 減少災害從學校抓起                                                   |
| 2007年 | 減災始於學校                                                         |
| 2008年 | 減少災害風險，確保醫院安全                                           |
| 2009年 | 減少災害風險，確保醫院安全：降低灾害风险，保护医院设施，拯救人民生命 |
| 2017年 | 建設安全家園：遠離災害，減少損失                                     |